# 三上真史
三上 真史（みかみ まさし、1983年6月20日 - ）は、日本の園芸デザイナー、俳優、タレント、実業家。新潟県新潟市出身。
若手男性俳優集団D-BOYSの元メンバーである。

## 略歴
2003年、映画「偶然にも最悪な少年」で俳優デビュー。大学卒業のころに一度俳優業を辞め、映画や格闘技関係のライターの仕事に就く。
2006年2月、テレビ朝日系列の特撮ドラマ『轟轟戦隊ボウケンジャー』の最上蒼太 / ボウケンブルー役に起用される。同年3月、明治大学政治経済学部を卒業。
2007年1月クラフコエンタテイメントを離籍。同年5月、「第4回D-BOYSオーディション」で準グランプリを獲得。同年12月末、正式にワタナベエンターテインメント所属となり、同時にD-BOYSに加入する。
2011年からEテレ『趣味の園芸』のメインナビゲーターを務める（2021年3月まで）。
2012年11月、ガーデンコーディネーターの資格を取得。2014年5月、ファイナンシャルプランナーの資格を取得。
2017年4月末をもってD-BOYSを脱退。同年5月に結婚。2018年11月に一児の父親になる。
2020年3月、1級ファイナンシャルプランナーの資格を取得。
2024年3月末をもって所属していたワタナベエンターテインメントを退所。園芸デザイナーに転身し、4月に株式会社 Plants Upを設立して代表取締役社長に就任した。植物研究のため同年7月よりマレーシアに移住し、今後は日本との2拠点生活となることを『あさイチ』で報告した。

## 人物
- 資格：ガーデニングコーティネーター、1級ファイナンシャル・プランニング技能士、簿記等。
- 趣味・特技：ギター演奏。自ら作曲もする。『轟轟戦隊ボウケンジャー』の劇中でギターを弾くシーンが登場するほか、三上自身が作曲した楽曲がBGMとして使用されている[3]。大学生時代に結成したインディーズバンド「K-PLASTAR」では、ボーカルとギターを担当し、路上ライブを行っていた[3]。
- 『ボウケンジャー』出演以前に、『仮面ライダー555』のオーディションを受けており、最終選考まで進んでいたが落選。『ボウケンジャー』オーディションは「最後の挑戦」という気持ちで臨んでいた[3][8]。
- 園芸が好きな両親の元で生まれ育ち、幼い頃からガーデニングに親しんでいた。大学進学を機に東京へ上京したものの、自然の少なさに愕然とし、時間ができると自然豊かな場所に旅に出ていた。2011年に『趣味の園芸』のMCに抜擢され、元々の”趣味”を生かして番組作りをするうちに、基礎もきちんと知っておきたくなってガーデンコーディネーターやフラワーデザインの資格を取得し、園芸デザイナーになった[9]。

## 出演

### テレビドラマ
- ダンシングライフ 第3話（2003年5月7日、TBS）
- 19borders 3rd border - 5th border（2004年10月17日 - 31日、BS日テレ ほか） - 早乙女光一 役
- スウィングガールズ サイドストーリーオンエアースペシャル 「シーラカンス!」（2004年9月21日、フジテレビ） - 雄介 役
- 轟轟戦隊ボウケンジャー（2006年2月19日 - 2007年2月11日、テレビ朝日） - 最上蒼太 / ボウケンブルー 役
- 小児救命（2008年10月16日 - 12月18日、テレビ朝日） - 飯田智明 役
- ドラマW Go Ape ゴー・エイプ（2009年3月28日、WOWOW） - 木村刑事 役
- イケ麺新そば屋探偵〜いいんだぜ!〜 第8話（2009年8月23日、日本テレビ） - 稲庭 役
- もやしもん（2010年7月9日 - 9月17日、フジテレビ） - 青山 役
- 終戦ドラマスペシャル 歸國（2010年8月14日、TBS） - 小塚従卒兵 役
- ナサケの女〜国税局査察官〜（2010年10月21日 - 12月9日、テレビ朝日） - 雨宮賢治 役
  - ナサケの女Special〜国税局査察官〜（2012年2月4日）
- 犬を飼うということ〜スカイと我が家の180日〜 第2話・第3話（2011年4月22日・29日、テレビ朝日） - 曾根田和也 役
- タガーリン（2013年4月14日 - 6月23日、フジテレビ） - 岡田良介 役
- 土曜ワイド劇場「拘置所の女医2〜殺人犯の嘘を診断する女!」（2013年8月17日、テレビ朝日） - 清水友樹 役
- 仮面ライダーシリーズ（テレビ朝日）
  - 仮面ライダードライブ 第15話（2015年1月25日） - 二階堂弘樹 役
  - 仮面ライダーセイバー 第7章・第32章（2020年10月18日・2021年4月25日） - 長嶺謙信 役[10]
- OUR STORIES〜120秒の物語〜 第15話「カテイサイエン」（2022年8月18日、カンテレ） - 晋平 役
- 連続テレビ小説 らんまん 第102回 - 第107回（2023年8月22日 - 29日、NHK） - 佐野吉五郎 役[11]

### 舞台
- アダルトな女たち（2007年8月） - タクヤ 役（ゲスト）
- メモリーズ2 〜セカンドオファー〜（2007年8月） - 森本忠晴 役
- シークレットボックス（2007年9月） - 松井 役
- 夢のひと〜供ニ笑ヒ供ニ生キ〜（2007年12月 - 2008年2月） - 林良文 役
- カリフォルニア物語（2008年2月 - 3月） - テレンス・スワソン 役
- ロストデイズ（2008年5月） - 板谷太一 役
- ラストゲーム〜最後の早慶戦〜（2008年6月 - 7月） - 岡島忠之 役
- 結婚の条件（2008年9月） - 黒岩 役（ゲスト）
- あれから（2008年12月）
- ザ・ヒットパレード 〜ショウと私を愛した夫〜（2009年3月 - 4月） - 堀内 役
- 鴉〜KARASU〜10（2009年10月 - 11月） - 乾進之介 役
- ラストゲーム（2010年8月 - 9月） - 平岡 役
- 国民傘 -避けえぬ戦争をめぐる3つの物語-（2011年1月 - 2月） - アサイ 役
- ヴェニスの商人（2011年4月 - 5月） - グラシアーノ 役
- 大江戸鍋祭 〜あんまりはしゃぎすぎると討たれちゃうよ〜（2011年12月、明治座ほか） - 柳沢吉保 役
- 僕等の図書室 〜みんなで読書会〜（2012年4月）
- クールの誕生（2012年8月 - 9月） - 安達裕人 役
- 僕等の図書室 終業式（2013年2月）
- 十二夜（2013年10月） - オーシーノ公爵 役
- 歳末明治座 る・フェア　〜年末だよ！みんな集合！！〜（2013年12月、明治座 他） - 常陸坊海尊 役
- 恋する世阿弥（2014年3月、新潟市民芸術文化会館）
- 僕等の図書室3 〜みんなで読書会〜（2014年3月、銀座ブロッサムホールほか）
- 健ドン!（仮）（2014年10月、日本青年館）
- 僕とあいつの関ヶ原（2014年12月）
- Equal -イコール-（2015年7月）
- 僕とあいつの関ヶ原（2015年8月）
- 晦日明治座 納め・る祭　〜あんまり歌うと攻められちゃうよ〜（2015年12月、明治座 他） - 坂上田村麻呂 役
- お気に召すまま（2016年10月、本多劇場 他） - オリヴァー コリン役
- 向日葵のかっちゃん（2017年8月、博品館劇場） - 森田先生役

### 映画
- 偶然にも最悪な少年（2003年） - 不良高校生 役
- BLUE FILMS 恋ノハナシ「GIRA」（2009年） - 健太 役（主演）
- スウィングガールズ（2004年） - 雄介 役
- HIRAKATA（2004年） - 健太 役
- DV ドメスティック・バイオレンス（2005年） - 高校生 役
- リンダ リンダ リンダ（2005年） - 三上守 役
- 僕と彼女の×××（2005年） - 高校生 役
- WATERS（2006年） - ホスト 役
- 轟轟戦隊ボウケンジャー THE MOVIE 最強のプレシャス（2006年） - 最上蒼太 / ボウケンブルー 役
- GROW 愚郎（2007年） - 滑川 役
- アンダンテ 〜稲の旋律〜（2010年） - 小林新 役
- 星砂の島のちいさな天使 〜マーメイドスマイル〜（2010年） - 中浜光一 役
- ×ゲーム（2010年） - 石松正 役
- 大奥（2010年） - 石塚 役
- シェアハウス（2011年）
- アノソラノアオ（2012年） - 渡辺嵐 役

### オリジナルビデオ・DVD
- スーパー戦隊シリーズ
  - 轟轟戦隊ボウケンジャーVSスーパー戦隊（2007年、東映） - 最上蒼太 / ボウケンブルー 役
  - 獣拳戦隊ゲキレンジャーVSボウケンジャー（2008年、東映） - 最上蒼太 / ボウケンブルー 役
- 禁断の恋（2008年1月） - 水木律 役
- ソードオブロゴスサーガ（2021年） - 長嶺謙信 役

### バラエティ
- おもいッきりイイ!!テレビ（2007年 - 2009年、日本テレビ）

「美肌泉隊SPAレンジャー」（2007年10月 - 2008年3月） - SPAイエロー 役
「山盛り 海盛り 朝ゴハンの旅」（2008年4月 - 2009年3月）
- 日本史サスペンス劇場（2008年 - 2009年、日本テレビ） - 楠小十郎・水戸光圀 役
- 戦国鍋TV 〜なんとなく歴史が学べる映像〜（2012年4月 - 9月、独立UHF局）

「戦国武将がよく来るキャバクラ」可児才蔵 役
「武武家」若者B 役
「ヘアアーティスト毛利」大内義隆 役
- TV・局中法度!（2012年10月 - 2013年3月、テレビ神奈川・千葉テレビ放送・テレビ埼玉・サンテレビジョン） - 片倉小十郎 役
- かみばな 〜日本には八百万の神様がいるかもしれない〜（2013年4月 - 、BS11）
- 日本語探Qバラエティ クイズ!それマジ!?ニッポン （2014年2月-[不定期出演]、フジテレビ）
- 世界史ちゃんTV〜何となく歴史が学べるVTR〜（2014年12月、BSプレミアム）
- 沸騰ワード10（2016年7月-[不定期出演]、日本テレビ）
- くさデカ（2017年5月-[不定期出演]、テレビ静岡）
- プレバト!! （2017年12月-[不定期出演]、TBS）
- スマイルスタジアム（2018年3月-[不定期出演]、NST）

### その他のテレビ番組
- 趣味の園芸（2011年4月 - 、NHK Eテレ） - 司会・ナビゲーターとしては2021年3月まで。以降は公開録画回の司会と「三上真史 ニッポン花づくし」のコーナーを担当
- エンジョイDIY（2016年4月1日 - 2017年9月30日、静岡朝日テレビ）
- 猫のひたいほどワイド（2016年4月6日 - 2024年3月27日、テレビ神奈川） - 水曜MC
- 旅する水曜日「麗しのガーデン散歩」（2021年12月-[不定期出演] 、BS日テレ）

### 配信ドラマ
- DUAL FEEL（2004年8月 - 9月、日産&Yahoo! BB） - 高木翔太 役
- Love season〜恋する季節〜（2004年10月 - 12月、NTTドコモ）

「幼馴染」 - 隆 役（主演）
「離れていても」 - ケン 役（主演）
「約束」 - 圭吾 役
- 湘南☆夏恋物語（2011年8月1日 - BeeTVドラマ、毎週水曜日 / 第5話、第6話） - 青木隼人 役
- 仮面ライダーセイバー スピンオフ 剣士列伝 第4話（2020年12月20日、TELASA） - 長嶺謙信 役

### インターネット
- 古坂大魔王のカツアゲ!（2015年1月-3月、アメーバスタジオ） - 見習い
- 僕等の図書室の木曜The NIGHT（2016年12月9日、AbemaTV） - MC[12]

### ミュージック・ビデオ
- アワレンジャー「わんわんLOVE」（2011年）[13]
- 御ピース「つわものディストラクション」（2013年）[14]

### テレビアニメ
- 戦国鳥獣戯画（2016年10月 - 2017年4月、テレビ神奈川） - 高細川忠興・武田信玄・黒田官兵衛 役

### 吹き替え
- IRIS-アイリス-（2010年4月 - 9月、TBS） - ファン・テソン（演：キム・デジン） 役
- フルハウスTAKE2（2012年10月 - 11月、TBS） - ウォン・ガンフィ（演：パク・ギウン） 役

### ラジオ番組
- D-RADIO BOYS featuring D-BOYS（2012年07月 - 2017年09月、bay-fm）DJ
- MUSIC GARAGE from NTP-ark（2017年3月2日 - 2019年12月26日、Radio NEO）木曜DJ

### CM
- NTTドコモ東海 505i
- PS2「アンリミテッド:サガ」
- 日産・ティーダ（2004年） - CHARのボウヤ 役
- フォーサイド・ドット・コム
- 東建コーポレーション
- スーパーロボット大戦OG ORIGINAL GENERATIONS「しょこたん夢中編」（2007年）
- 大東建託「お部屋探し「運命の郵便物」編」（2014年）
- かながわ県民共済「「神奈川県生まれ」編、「あなたのそばに。いつも」編」（2021年）

## 作品

### CD
- 轟轟戦隊ボウケンジャー全曲集（2006年12月27日） - 「BLUE for you」（最上蒼太／ボウケンブルー）

## 書籍

### 単行本
- 三上真史の趣味の園芸のはじめかた～育てる&楽しむ50のヒント～（2023年4月、NHK出版）

### 雑誌連載
- 三上真史の園芸日記（2011年9月 - 2013年3月、NHK出版『趣味の園芸 テキスト』連載）
- 三上真史より 花信（2013年4月 - 2016年3月、NHK出版『趣味の園芸 テキスト』連載）

### ウェブ連載
- 三上真史のEYE（2012年7月 - 2013年6月、YOMIURI ONLINE内連載）